# هينريتش إيرهارد
هينريتش إيرهارد (بالألمانية: Heinrich Ehrhardt)‏ هو مهندس ومخترِع ألماني، ولد في 1840 في تسيلا-ميليس في ألمانيا، وتوفي بنفس المكان في 1928.